# La Punta (Lima)
La Punta és un districte de la Província Constitucional de Callao al Perú, i un dels sis districtes que componen la ciutat portuaria de Callao.
Està situat en una península en la part occidental de la província i està envoltat gairebé totalment per l'oceà Pacífic, excepte en el seu costat del nord-est, on fa frontera amb el Callao.
Oficialment establert com a districte el 6 d'octubre de 1915, l'actual alcalde de La Punta és Pío Salazar.

## Geografia
El districte té una superfície de 18,38 km². El seu centre administratiu està situat a 2 metres sobre el nivell del mar.

### Límits
- Cap al nord, a l'est, Cap al Sud i cap a l'oest: Oceà Pacífic
- Cap al nord-est: Callao

## Demografia
Segons una estimació del 2002 fet per l'INEI, el districte té 7.246 habitants i una densitat de població de 394.2 persones/km². El 1999 hi havia 1.248 cases al districte.
La Punta s'ha poblat històricament per italians i el seu llegat encara es pot veure en el districte.
La Punta és principalment de classe mitjana alta, on les famílies més prestigioses de Callao han viscut històricament. Moltes de les cases velles del districte encara es conserven.
La Punta té un sistema d'alarma de terratrèmols que alerta els residents per evacuar el districte, un de prou fort podria crear un tsunami i fàcilment destruir la península.
La Punta és també un dels districtes, les platges dels quals són afectades pel corrent oceànic El Niño.
Gairebé un terç del territori de La Punta està ocupat per l'Escuela Naval del Perú . El Club Regatas Unión és a La Punta. El districte té tres platges: "Cantolao", "Malecón" i "Arenillas".
Les rutes principals que connecten La Punta amb la resta|de la Lima metropolitana són les avingudes Grau i Bolognesi.
Les illes San Lorenzo i El Frontón són davant de La Punta i es poden veure clarament des de les platges del districte.